# Oratosquillina
Oratosquillina is een geslacht van kreeftachtigen uit de klasse van de Malacostraca (hogere kreeftachtigen).

## Soorten
- Oratosquillina anomala (Tweedie, 1935)
- Oratosquillina asiatica (Manning, 1978)
- Oratosquillina berentsae Ahyong, 2001
- Oratosquillina gravieri (Manning, 1978)
- Oratosquillina inornata (Tate, 1883)
- Oratosquillina interrupta (Kemp, 1911)
- Oratosquillina manningi Ahyong, Chan & Liao, 2000
- Oratosquillina microps (Garcia & Manning, 1982)
- Oratosquillina nordica Ahyong & Chan, 2008
- Oratosquillina pentadactyla (Manning, 1978)
- Oratosquillina perpensa (Kemp, 1911)
- Oratosquillina quinquedentata (Brooks, 1886)
- Oratosquillina stephensoni (Manning, 1978)